# Pseudophengodes venezolana
Pseudophengodes venezolana är en skalbaggsart som beskrevs av Wittmer 1976. Pseudophengodes venezolana ingår i släktet Pseudophengodes och familjen Phengodidae. Inga underarter finns listade i Catalogue of Life.